# 速水竜樹
速水 竜樹（はやみ たつき、1970年9月11日 - ）は、日本の俳優。悪役商会所属。埼玉県さいたま市出身。

## 経歴
武南高等学校卒業、東京電機大学工学部電気通信工学科卒業
1999年悪役商会７期生オーディションに合格

## 出演
- ＴＢＳ『回復！スパスパ人間学』悪役商会
- 東海テレビ『恋のおやジルシ』偽恋人
- テレビ朝日『ちゃんネプ』暴走族